# 세가 메가넷
세가 메가넷(Sega Meganet)은 넷 워크 시스템(Net Work System)이라고도 알려진 서비스로, 일본과 브라질의 메가 드라이브용 온라인 서비스였다. 전화 접속을 활용한 메가넷은 세가의 첫 인터넷 온라인 멀티플레이어 서비스였으며, 부분 유료화 방식으로 운영되었다. 이 시스템은 메가 모뎀이라는 주변 기기를 통해 작동했으며, 다운로드할 수 있는 여러 독점 타이틀을 제공했으며, 그 중 일부는 친구와 경쟁적으로 플레이할 수 있었다. 또한, 은행 업무에 사용되는 메가 앤서와 같은 더 진지한 서비스와 기술 및 장비를 공유했다. 이 시스템은 "텔레-제네시스"라는 이름으로 북미 출시가 발표되었지만, 해당 지역에서는 출시되지 않았다. 궁극적으로 메가넷 서비스는 약 1년 동안만 운영되다 중단되었지만, 세가 채널 및 XBAND 서비스의 전신 역할을 했으며, 비디오 게임 콘솔의 온라인 게임 서비스의 선구자 역할을 했다. 회고적 평가는 세가의 온라인 게임 도입 시도를 칭찬하지만, 물류 문제와 타이틀 부족을 비판했다.

## 역사

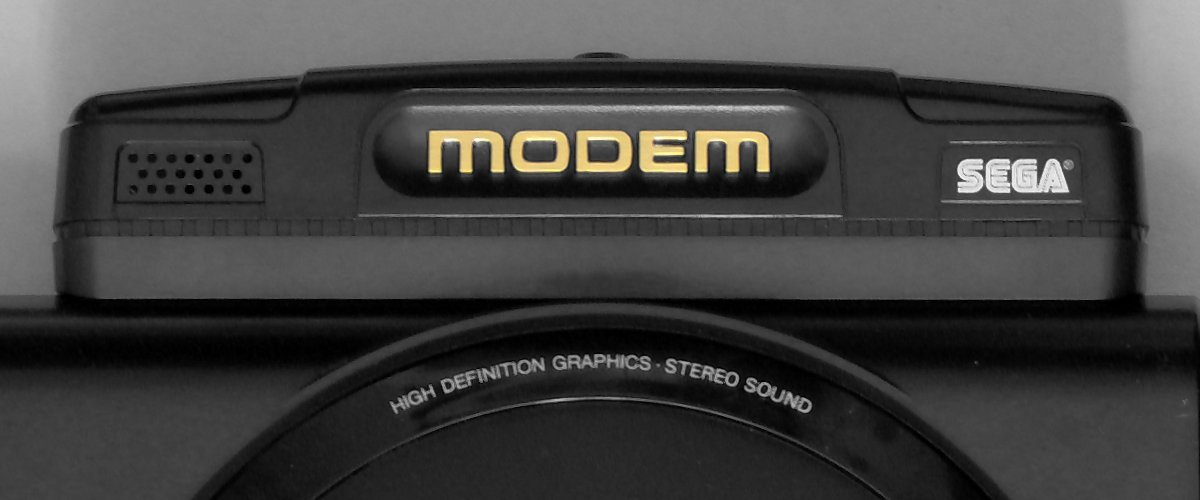
메가넷 서비스에 접속할 수 있게 해주는 세가 메가 모뎀 주변 기기

세가의 16비트 콘솔인 메가 드라이브는 1988년 10월 29일 일본에서 출시되었지만, 일주일 전에 닌텐도의 슈퍼 마리오브라더스 3 출시로 인해 주목받지 못했다. 패미통과 비프!와 같은 잡지의 긍정적인 보도는 팬층을 형성하는 데 도움이 되었지만, 세가는 첫해에 40만 대를 출하하는 데 그쳤다. 더 많은 관객을 유치하기 위해 세가는 닌텐도가 패밀리컴퓨터용으로 패밀리 컴퓨터 네트워크 시스템을 시도했던 것과 유사한 인터넷 서비스 개발에 착수했다.
1990년 11월 3일 일본에서 장비 비용으로 JP¥12,800(약 US$100)과 추가 월 ¥800의 비용으로 메가 모뎀을 통해 메가넷 서비스에 접속할 수 있게 되었다. 메가 모뎀은 콘솔 후면의 EXT 9핀 포트에 연결되는 주변 기기이다. 모뎀에서 케이블은 전화선에 연결되는 듀얼 포트 커넥터로 연결된다. 메가 모뎀은 메가넷 게임 라이브러리에 접속할 수 있는 카트리지와 함께 제공되었으며, 출시 당시 약 6개의 타이틀이 제공되었다. 최대 1200비트/초의 연결 속도를 지원했다. 이 서비스는 1990년 1월 겨울 소비자 가전 전시회 (Winter CES)에서 "텔레-제네시스"라는 이름으로 북미에서도 발표되었으며, 일렉트로닉 게이밍 먼슬리와 같은 출판물에 광고되었지만, 해당 지역에서는 출시되지 않았다.
일본에서 메가 드라이브의 사용자층을 확대하기 위한 또 다른 시도로, 세가는 1990년 일본 나고야 은행과 함께 사용하도록 설계된 메가 앤서 시스템을 도입했다. 메가 드라이브, 메가 모뎀, 메가 앤서 카트리지 및 키패드를 포함하는 올인원 시스템으로 패키지화된 이 시스템은 잔액 조회, 이체 및 대출 정보와 같은 거래를 가능하게 했다. 처음에는 가정용 콘솔을 포함하여 JP¥34,000에 판매되었으며, 추가 프린터가 있는 버전은 ¥72,800에 판매되었다.
시스템의 적은 타이틀 수, 지나치게 높은 가격, 그리고 일본에서 메가 드라이브의 성공 부진으로 인해 메가넷 시스템은 상업적으로 실패했다. 1992년까지 메가 모뎀 주변 기기는 할인된 가격으로 할인 판매대에서 발견될 수 있었고, 1993년에 출시된 메가 드라이브의 리모델링 버전은 EXT 9핀 포트를 완전히 제거하여 최신 모델이 메가넷 서비스에 연결되지 못하게 했다.
1995년, 메가넷 인터넷 서비스가 브라질에서 시작되었다. 이 지역에서 주된 초점은 이메일이었지만, 1996년까지 이 서비스는 채팅 기능과 함께 온라인 멀티플레이어를 지원할 수 있었다. 메가 앤서와 유사하게, 이 지역에서도 홈 뱅킹 제품이 출시되었다. 메가넷 하드웨어 및 서비스는 해당 지역의 세가 유통업체인 Tectoy를 통해 제공되었다.

## 게임 목록
메가넷 서비스는 제네시스 라이브러리와는 별도로 자체 게임 라이브러리를 활용했다. 이 게임들 중 대부분은 카트리지로 출시되지 않았다. 그러나 컬럼스, 시노 메이큐, 플리키, 테디 보이 블루스는 각각 나중에 카트리지 버전으로 출시되었다. 여러 메가넷 게임은 나중에 일본에서만 출시된 메가 CD용 게임 노 칸즈메 시리즈에도 등장했다. 당시 인터넷 연결 속도 제한으로 인해 서비스용 게임 대부분은 게임당 약 128KB로 작았다. 다운로드는 완료하는 데 약 5분에서 8분이 걸릴 것으로 추정되었다.
모든 메가넷 게임은 메가넷 모뎀을 통해 접속할 수 있는 세가 게임 라이브러리에서 제공되었다. 전화선을 이용한 장거리 요금 문제와 명령 간의 몇 초의 지연 시간으로 인해, 두 게임만 경쟁적인 플레이를 제공했다: 텔텔 스타디움과 텔텔 마작, 나머지 게임은 다운로드를 통해 싱글 플레이어용으로 제공되었다. 세가가 북미에서 서비스를 출시하는 것에 대한 주저함 때문에, 해당 지역의 서드 파티 개발자들은 메가넷 전용 게임 개발에 투자하는 것을 꺼렸다. 이로 인해 서비스용으로 만들어진 타이틀 수가 적었다.
다음 목록은 메가넷 서비스용으로 출시된 모든 타이틀을 포함한다. 이 목록의 모든 타이틀은 일본에서만 출시되었다.
메가넷에는 42개의 게임이 출시되었다.
| 제목                                       | 개발사            | 배급사   | 연도 |
| ------------------------------------------ | ----------------- | -------- | ---- |
| 16t                                        | 세가              | 세가     | 1991 |
| Aworg: Hero In The Sky                     | 세가              | 세가     | 1991 |
| 컬럼스 *                                   | 세가              | 세가     | 1991 |
| 플리키 *                                   | 세가              | 세가     | 1991 |
| Go Net                                     | Aisystem Tokyo    | 세가     | 1991 |
| Hyper Marbles                              | 세가              | 세가     | 1991 |
| Ikazuse! Koi no Doki Doki Penguin Land MD  | 세가              | 세가     | 1991 |
| Kinetic Connection ① Nei Second            | 세가              | 세가     | 1991 |
| Kinetic Connection ② O Hanaba Take         | 세가              | 세가     | 1991 |
| Kinetic Connection ③ Shirogane Wa Warau Yo | 세가              | 세가     | 1991 |
| Kinetic Connection ④ Mogura No O Asobi     | 세가              | 세가     | 1991 |
| Kinetic Connection ⑤ Lightning Nei         | 세가              | 세가     | 1991 |
| Kiss Shot                                  | 세가              | 세가     | 1991 |
| Medal City                                 | 세가              | 세가     | 1991 |
| Mega Mind                                  | 세가              | 세가     | 1991 |
| Nikkan Sports Pro Yakyū VAN                | 세가              | 세가     | 1991 |
| Paddle Fighter                             | 세가              | 세가     | 1991 |
| 판타지 스타 II: 아미아의 모험              | 세가              | 세가     | 1991 |
| 판타지 스타 II: 앤의 모험                  | 세가              | 세가     | 1991 |
| 판타지 스타 II: 휴이의 모험                | 세가              | 세가     | 1991 |
| 판타지 스타 II: 카인드의 모험              | 세가              | 세가     | 1991 |
| 판타지 스타 II: 네이의 모험                | 세가              | 세가     | 1991 |
| 판타지 스타 II: 러드거의 모험              | 세가              | 세가     | 1991 |
| 판타지 스타 II: 실카의 모험                | 세가              | 세가     | 1991 |
| 판타지 스타 II: 유시스의 모험              | 세가              | 세가     | 1991 |
| Putter Golf                                | 세가              | 세가     | 1991 |
| Pyramid Magic                              | 세가              | 세가     | 1991 |
| Pyramid Magic II                           | 세가              | 세가     | 1991 |
| Pyramid Magic III                          | 세가              | 세가     | 1991 |
| Pyramid Magic Sōshūhen                     | 세가              | 세가     | 1991 |
| Pyramid Magic Special                      | 세가              | 세가     | 1991 |
| Pyramid Magic Yokokuhen                    | 세가              | 세가     | 1991 |
| Riddle Wired                               | 세가              | 세가     | 1991 |
| Robot Battler                              | 세가              | 세가     | 1991 |
| Sansan                                     | White Box         | Sansan   | 1994 |
| Shikinjoh                                  | 선소프트          | 선소프트 | 1991 |
| 시노 메이큐 *                              | 세가              | 세가     | 1991 |
| 소닉 이레이저                              | 세가              | 세가     | 1991 |
| Taiketsu! Columns                          | 세가              | 세가     | 1994 |
| 테디 보이 블루스                           | 세가              | 세가     | 1991 |
| 텔텔 마작 *                                | 선소프트 Chatnoir | 선소프트 | 1990 |
| 텔텔 스타디움 *                            | 선소프트          | 선소프트 | 1990 |

" * "는 세가 제네시스에서 물리적으로도 출시된 게임을 나타낸다.

## 평가 및 유산
세가 메가넷 서비스에 대한 회고적 평가는 엇갈린다. 비디오 콘솔용 온라인 게임을 개발하려는 초기 시도는 칭찬받지만, 전화선을 이용한 구현 방식과 세가 개발자 부족 문제에 대해서는 비판을 받는다. IGN의 애덤 레드셀은 서비스의 기본 기능에 대해 언급하며, 메가넷이 몇 개의 게임만 받았음에도 불구하고 "1990년에는 정말 인상적이다"라고 말했다. 그는 또한 메가넷 서비스를 세가의 첫 시도로 보며 온라인 게임 개발에서 세가의 영향력을 언급하고, 메가넷의 후속작인 세가 채널이 광대역 인터넷 확산에 기여했다고 평가한다.
메가넷이 운영되던 전화선 네트워크는 온라인 게임에서의 물류 문제로 비판받았다. 일렉트로닉 게이밍 먼슬리에 따르면, "텔레제네시스 모뎀이 발표되었음에도 불구하고 아직 등장하지 않았으며, 전화선을 통해 친구와 게임을 플레이하는 장치의 실제 유용성은 의문으로 남아있다 (둘 다 모뎀이 있어야 하고, 전화선이 깨끗해야 하며, 장거리 전화일 경우 전화 요금이 문제가 될 것이다 등)." 메가넷이 전화선 인터넷 연결 사용으로 겪었던 동일한 문제는 1994년 카타풀트 엔터테인먼트가 XBAND 서비스를 시작했을 때 다시 불거졌다.
세가-16의 켄 호로비츠는 세가가 북미에서 서비스를 출시하는 것에 대한 주저함이 타이틀 부족의 원인 중 하나라고 지적하며, "기업들은 모뎀 출시 확인을 기다리고 있었을 가능성이 높으며, 시간이 증명했듯이 세가의 '기다려보자'는 태도에 비추어 개발을 진행하려는 기업은 거의 없었다."라고 언급했다. 호로비츠는 이 문제를 세가가 1994년 슈퍼 32X로 다시 겪게 될 문제라고 비판하며, "5년 후에 역사는 가장 가혹한 방식으로 반복될 것이다. 세가가 거의 열정을 보이지 않은 것에 대해 서드 파티 지원을 기대했던 것은 전적으로 비현실적이었고 궁극적으로 게임 파이프라인이 없다는 것을 의미했다."라고 말했다. 전 세가 콘솔 하드웨어 연구 개발 책임자 사토 히데키는 세가가 메가 모뎀 판매로 거의 돈을 벌지 못했지만, 세가가 이 경험을 통해 세가 새턴의 미래 네트워크 기회를 개발했다고 말했다.

## 같이 보기
- 드림캐스트 온라인 기능
- 세가 넷 링크